# La excepción confirma la regla

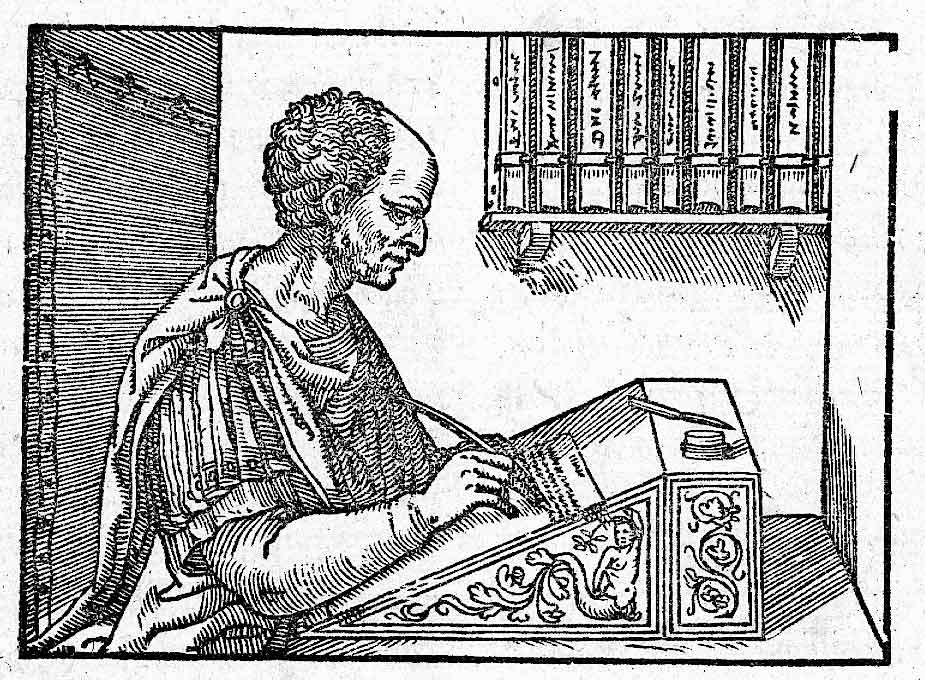
Representación de Cicerón en una obra veneciana del siglo XVI.

La frase La excepción confirma la regla, también a veces señalada como «La excepción pone a prueba la regla» es una frase que a menudo se emplea de forma errónea en español. Su uso más común es refutar de forma poco seria los ejemplos que contradicen una afirmación excesivamente amplia («Flor siempre llega tarde». «Eso no es cierto, ayer llegó a tiempo». «Claro, la excepción confirma la regla»).
Una posible mejor forma de expresar esta frase sería «La excepción refina/amplía/modifica la regla». Esta forma de expresar esta frase es más precisa, porque se da a entender que hubo un error en la generalización. Es decir, en términos formales, la primera regla formulada es falsa debido a una excepción. Al mismo tiempo, dicha regla no es del todo incorrecta puesto que la excepción no descarta, invalida o desecha la regla, sino que la completa y amplía haciéndola más precisa. 

## Expresión
La idea detrás de esta expresión es que partiendo de excepciones es más fácil encontrar una formulación general. Es decir, encontrando las excepciones se puede verificar rápidamente las reglas generales. La mala interpretación en el lenguaje español ha llevado a esta frase a comunicar lo contrario. Es decir, que la excepción sirve para hacer más fuertes las reglas. Algo que está fuera de toda lógica formal.
Existen dos significados atribuidos a la palabra «confirma» en esta frase:
- «prueba» o «demuestra» (este es el significado con el que se utiliza habitualmente)
- «verifica» o «pone a prueba»

La frase en latín de la que deriva es «Exceptio probat regulam in casibus non exceptis», es decir, «la excepción confirma la regla en los casos no exceptuados». Se trata de un principio jurídico medieval, expresado en latín por ser la lengua culta de la época, cuyo significado es «si existe una excepción, debe existir una regla para la que se aplica dicha excepción». Se aprecia que el verbo probat tiene el significado de «demuestra la existencia» (y no «demuestra la corrección») de la regla mencionada.
Por ejemplo, una señal de tráfico con el texto «Prohibido aparcar los domingos» (la excepción) implica que se puede aparcar el resto de la semana (la regla), siempre y cuando sea la única regla presente. De ahí la idea de que no basta una excepción cualquiera, el hilo conducente es que determinado el conjunto de excepción la nueva regla es confirmada.